# Alone II: The Home Recordings of Rivers Cuomo
Alone II: The Home Recordings of Rivers Cuomo é o segundo álbum de compilação do vocalista dos Weezer, Rivers Cuomo, lançado em 25 de Novembro de 2008, tratando-se de uma sequela do álbum anterior, Alone: The Home Recordings of Rivers Cuomo. Em 15 de Outubro de 2008 o álbum foi disponibilizado para reserva no site Amazon.com, com o site Interpunk.com a referir que este iria conter pelo menos "3 músicas da época do muito esperado álbum Songs from the Black Hole e um cover de "Don't Worry Baby" dos Beach Boys" e divulgando a capa. A ilustração foi confirmada pela Pitchfork Media a 27 de Outubro de 2008.
Alone II estreou-se em 2.º lugar na tabela da Billboard Top Heatseekers com vendas na semana de lançamento de 6000 cópias.

## Obra artística e notas
| Críticas profissionais | Críticas profissionais |
| Avaliações da crítica  | Avaliações da crítica  |
| Fonte                  | Avaliação              |
| ---------------------- | ---------------------- |
| Allmusic               | [ 3 ]                  |
| Entertainment Weekly   | A−                     |
| Pitchfork Media        | [ 5 ]                  |
| Rolling Stone          | [ 6 ]                  |

A fotografia da capa do álbum foi tirada quando Cuomo estava na escola secundária para o retrato do anuário. Cuomo falou sobre a sessão fotográfica numa entrevista com a Pitchfork Media,
| “ | Aquela é uma foto real e não havia um pingo de ironia na sala em que aquela foto foi tirada. Por alguma razão, eu falhei a sessão fotográfica na minha escola secundária para o meu retrato no anuário, então tive de ir a um estúdio fotográfico em Willimantic, Connecticut. Eu realmente não tinha qualquer ideia - o tipo apenas fez a sua coisa. E isto foi aquilo que ele se lembrou [risos]. Mas é da mesma sessão da minha fotografia da escola secundária. | ” |

Tal como no primeiro álbum de Alone, Alone II apresenta notas no encarte de álbum. Estas notas fornecem descrições detalhadas e introspecção sobre os desenhos de inspiração de Cuomo para compor e organizar a sua música, definindo especificamente o tempo e datas nas quais as músicas foram compostas. Cuomo teceu os seguintes comentários sobre as notas,
| “ | Quando eu escrevi originalmente as notas, tinha cerca de 5,000 palavras a mais e incluía todas as razões pelas quais as músicas não tinham seguido em frente, o que eu pensei que fosse um pouco interessante. Acabou por me parecer um pouco negativo, já que muito do que dizia era a razão pela qual as músicas não eram boas o suficiente. Pereceu[-me] uma coisa muito estranha de pôr nas notas. Porque razão alguém quereria comprar uma coisa deste género? | ” |

## Lista de faixas
| N.º            | Título                                       | Compositor(es)                   | Duração |  |
| 1.             | "Victory on the Hill"                        | Rivers Cuomo                     | 0:50    |  |
| 2.             | "I Want to Take You Home Tonight"            | Rivers Cuomo                     | 3:56    |  |
| 3.             | "The Purification of Water"                  | Rivers Cuomo                     | 3:56    |  |
| 4.             | "I Was Scared"                               | Rivers Cuomo                     | 2:54    |  |
| 5.             | "Harvard Blues"                              | Rivers Cuomo, Prof. Nancy Yousef | 0:31    |  |
| 6.             | "My Brain Is Working Overtime"               | Rivers Cuomo                     | 3:27    |  |
| 7.             | "I Don't Want to Let You Go"                 | Rivers Cuomo                     | 3:46    |  |
| 8.             | "Oh Jonas"                                   | Rivers Cuomo                     | 0:26    |  |
| 9.             | "Please Remember"                            | Rivers Cuomo                     | 0:37    |  |
| 10.            | "Come to My Pod"                             | Rivers Cuomo                     | 1:31    |  |
| 11.            | "Don't Worry Baby" (cover Beach Boys)        | Brian Wilson, Roger Christian    | 2:58    |  |
| 12.            | "The Prettiest Girl in the Whole Wide World" | Rivers Cuomo                     | 2:44    |  |
| 13.            | "Can't Stop Partying"                        | Rivers Cuomo, Jermaine Dupri     | 2:18    |  |
| 14.            | "Paper Face"                                 | Rivers Cuomo                     | 3:20    |  |
| 15.            | "Walt Disney"                                | Rivers Cuomo                     | 2:50    |  |
| 16.            | "I Admire You So Much"                       | Rivers Cuomo                     | 0:46    |  |
| 17.            | "My Day Is Coming"                           | Rivers Cuomo                     | 4:23    |  |
| 18.            | "Cold and Damp"                              | Rivers Cuomo                     | 3:35    |  |
| 19.            | "I'll Think About You"                       | Rivers Cuomo                     | 3:01    |  |
| Duração total: | Duração total:                               | Duração total:                   | 58:49   |  |